# Chiese di Lucca

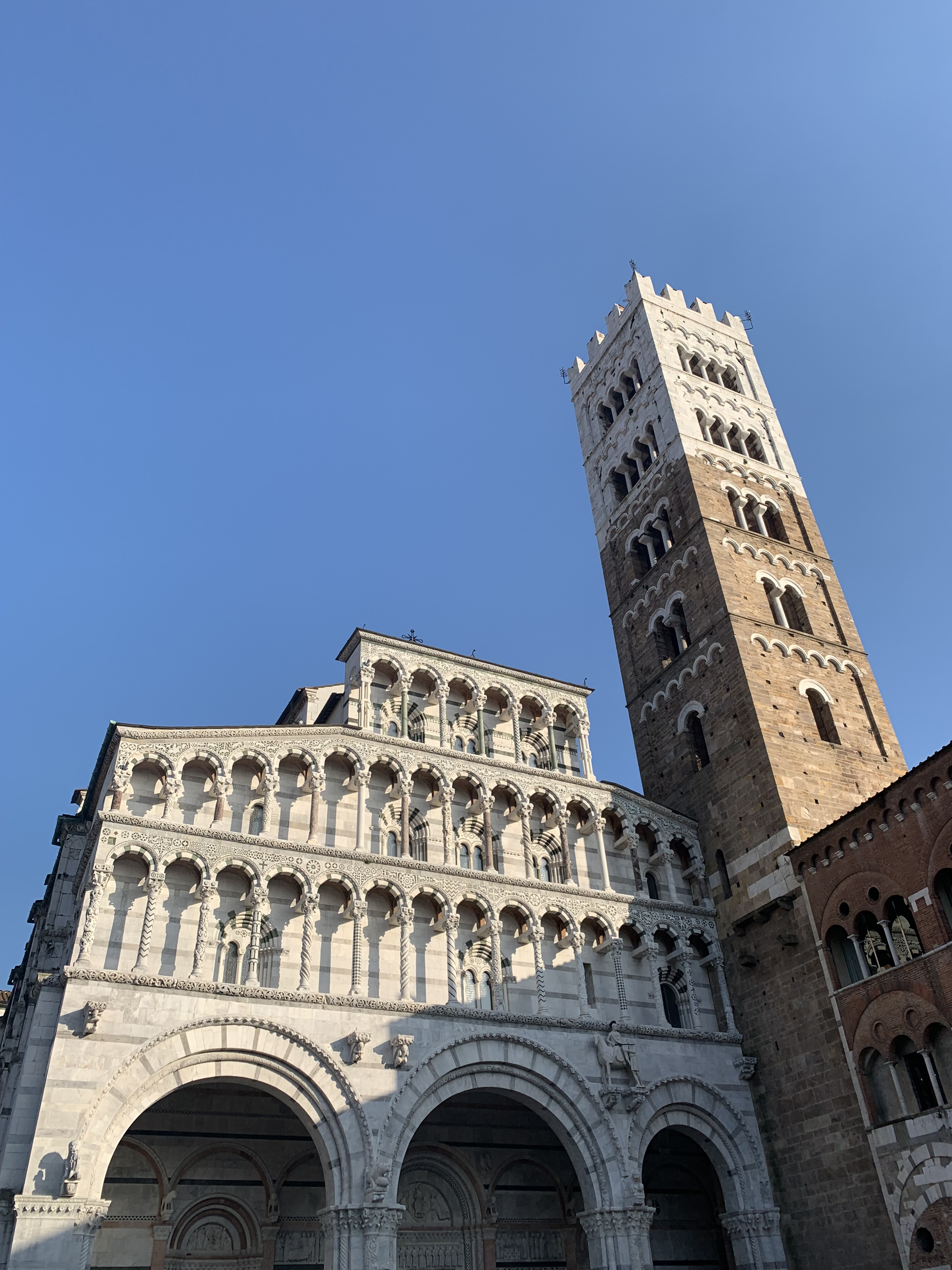
Cattedrale di San Martino

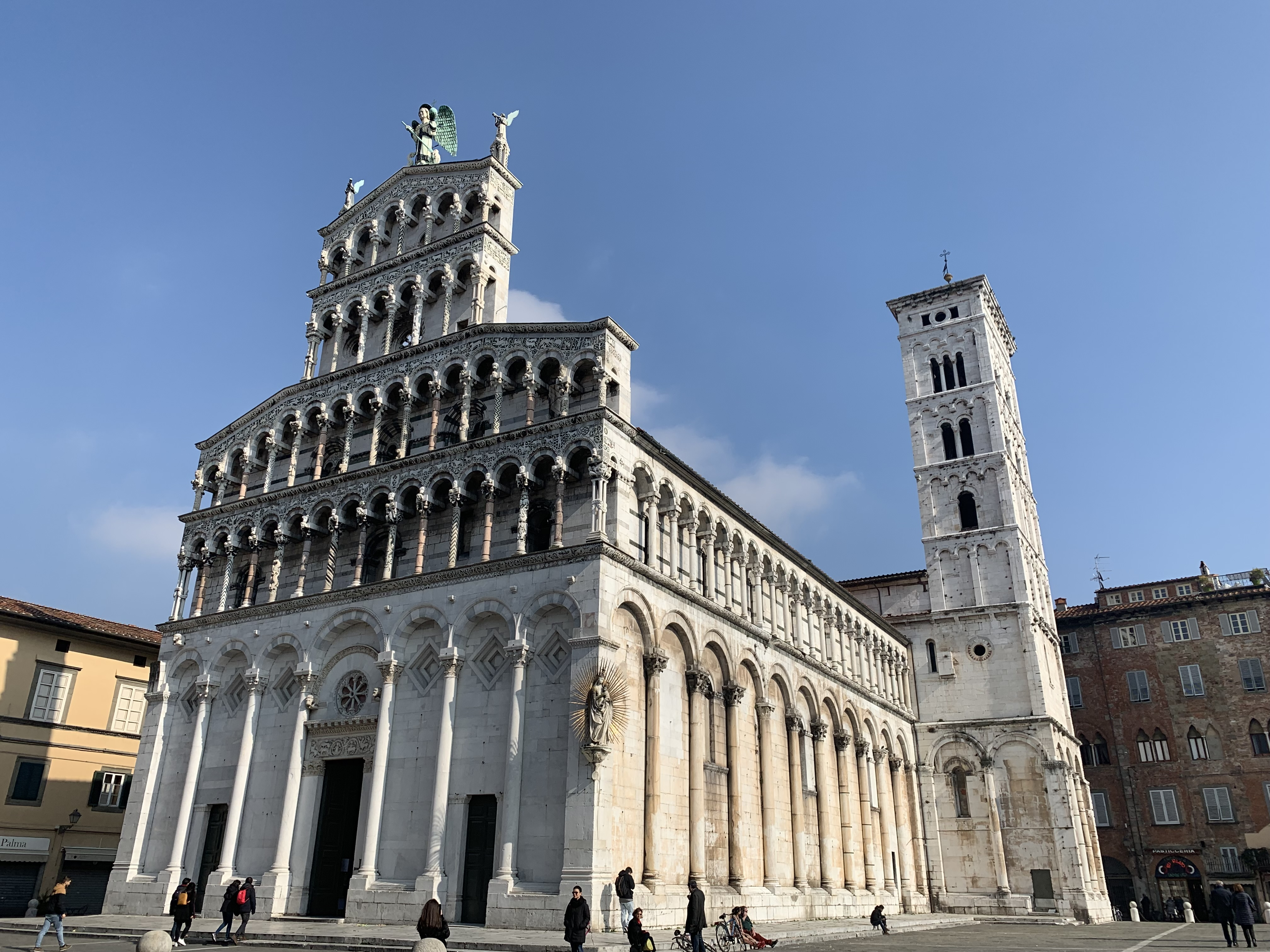
San Michele in Foro

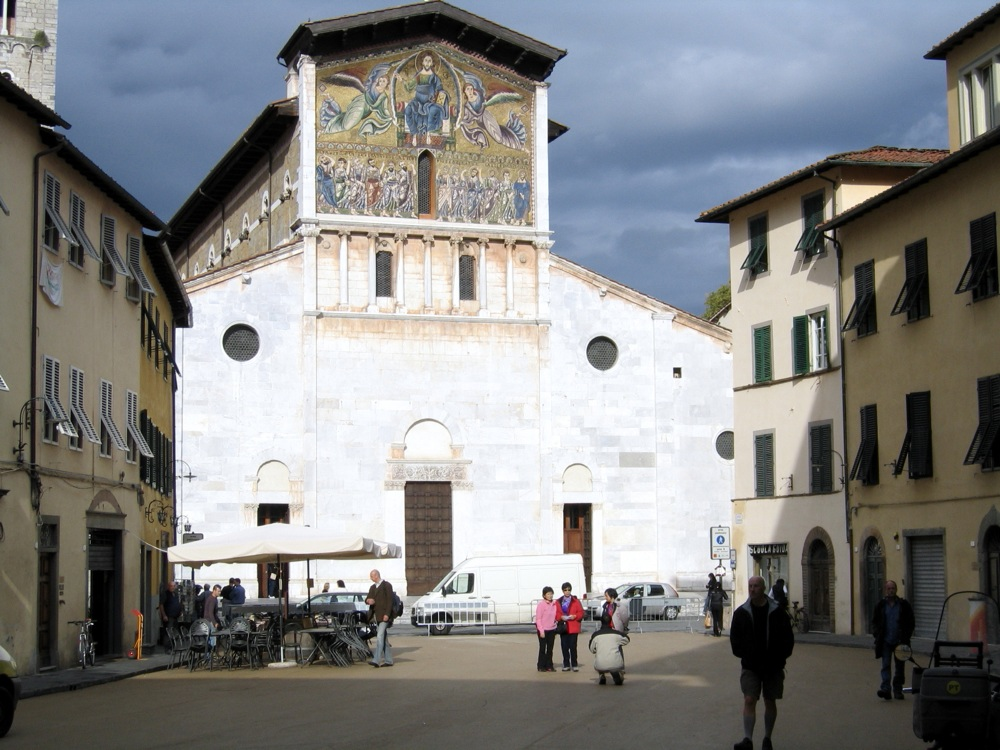
San Frediano

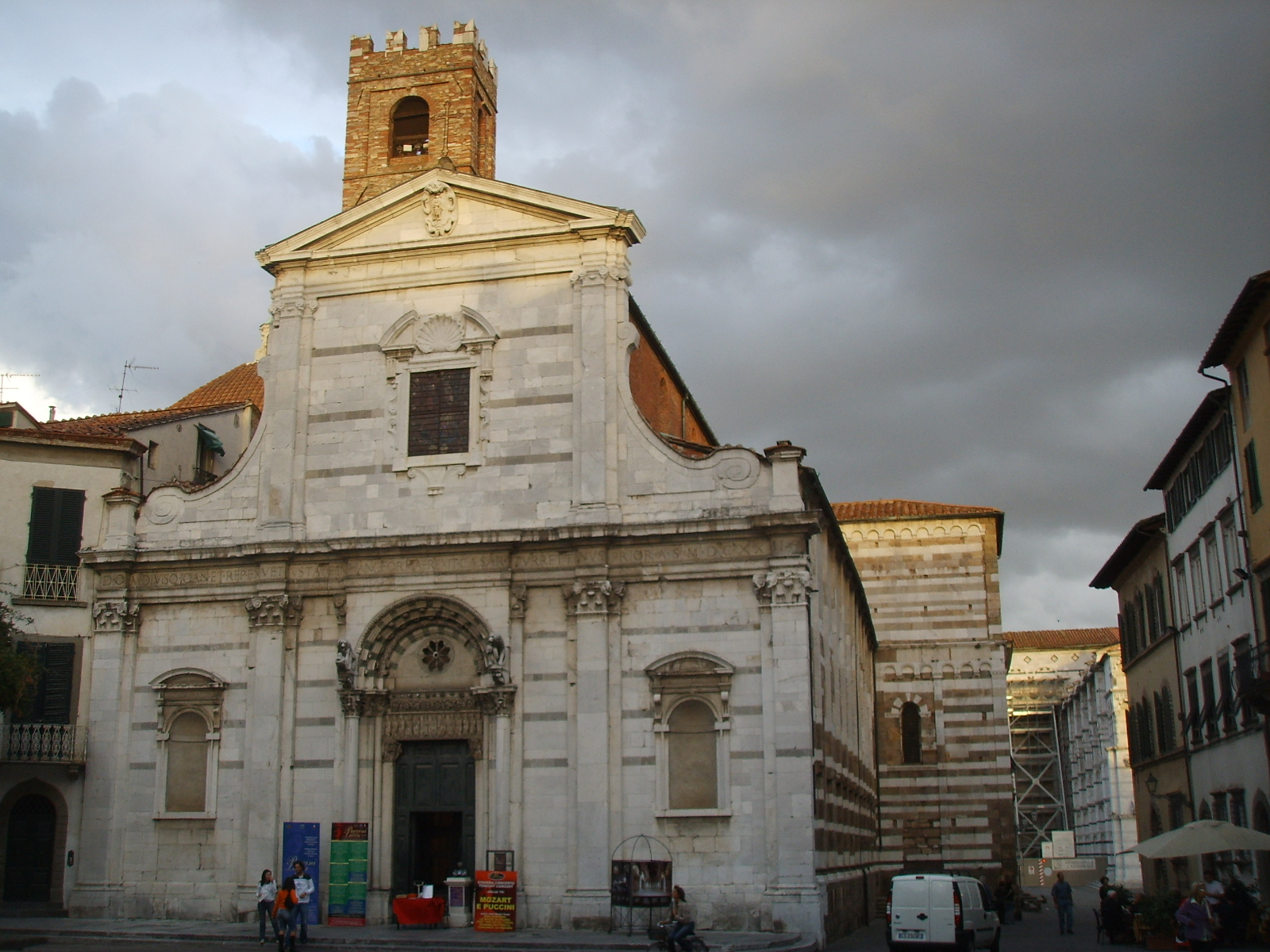
Santi Giovanni e Reparata

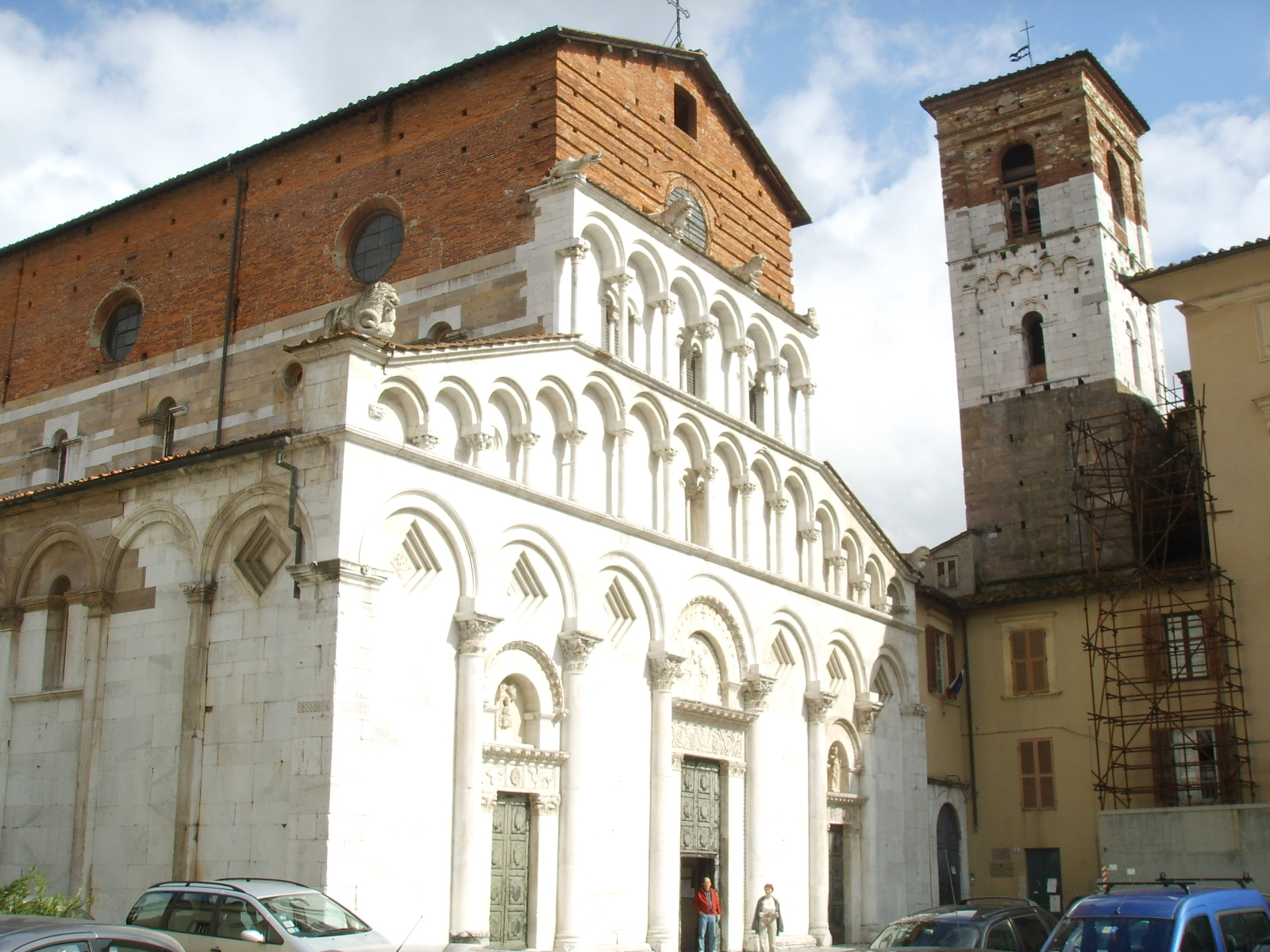
Santa Maria Forisportam

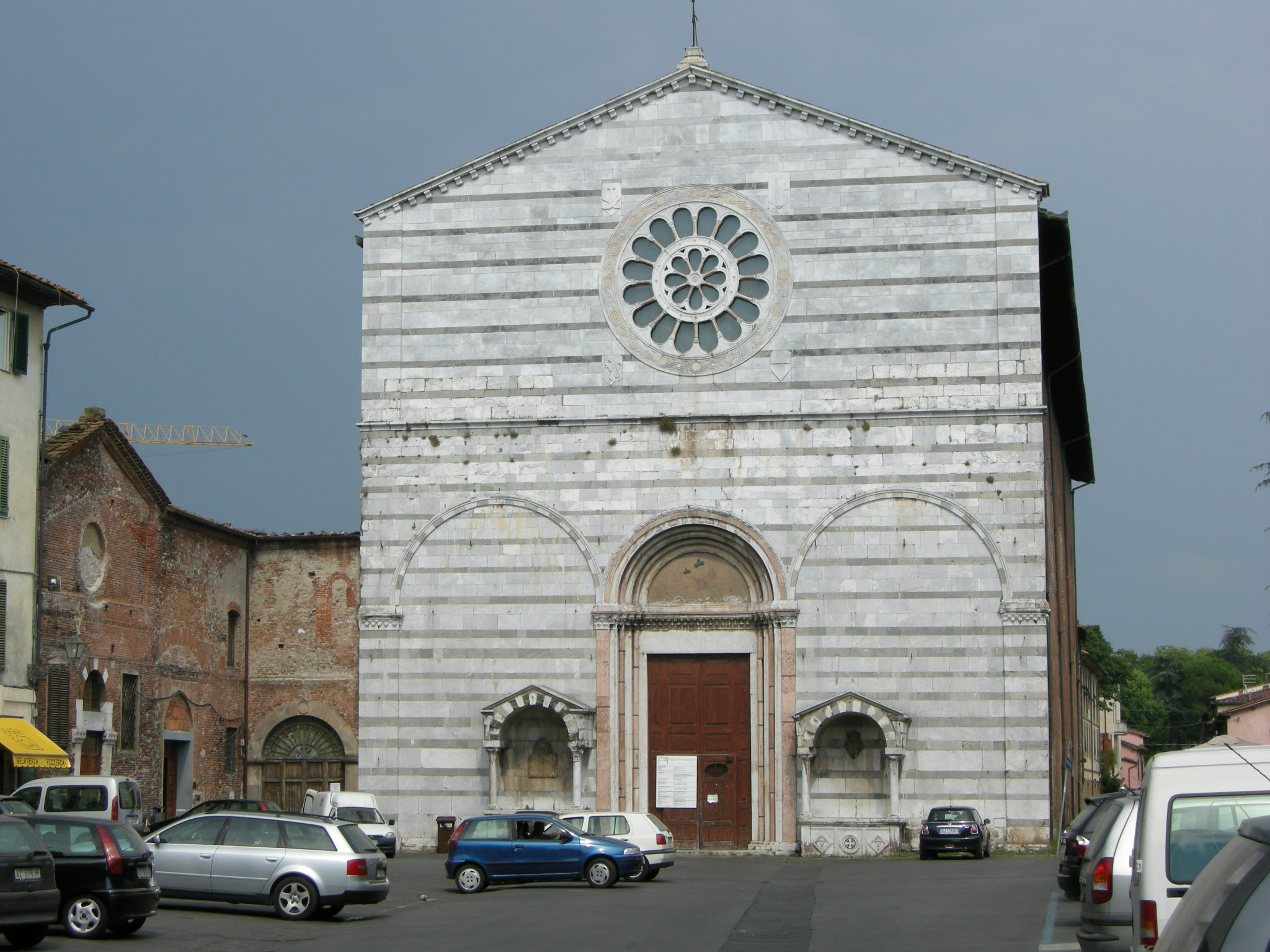
San Francesco

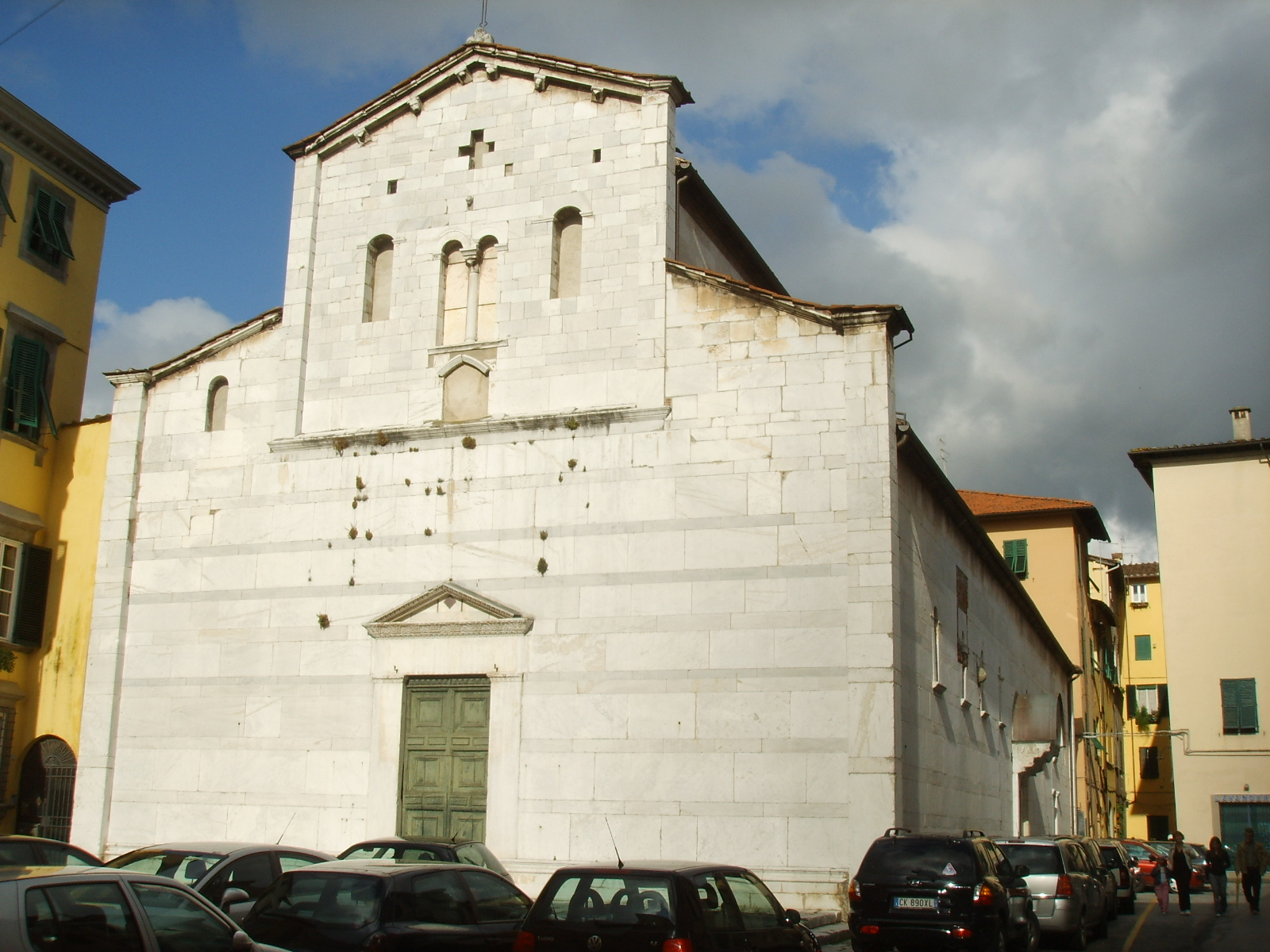
Sant'Alessandro

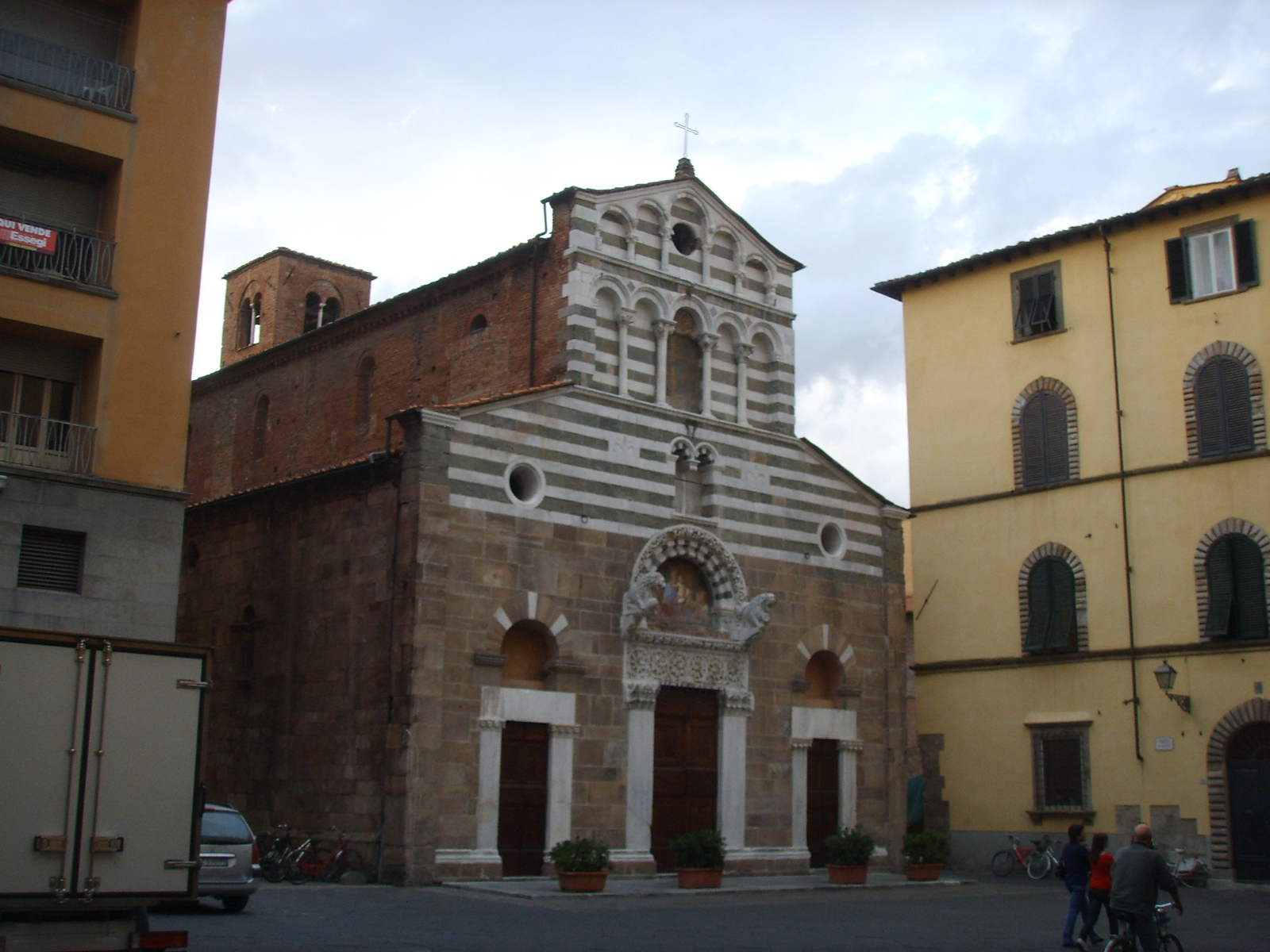
San Giusto

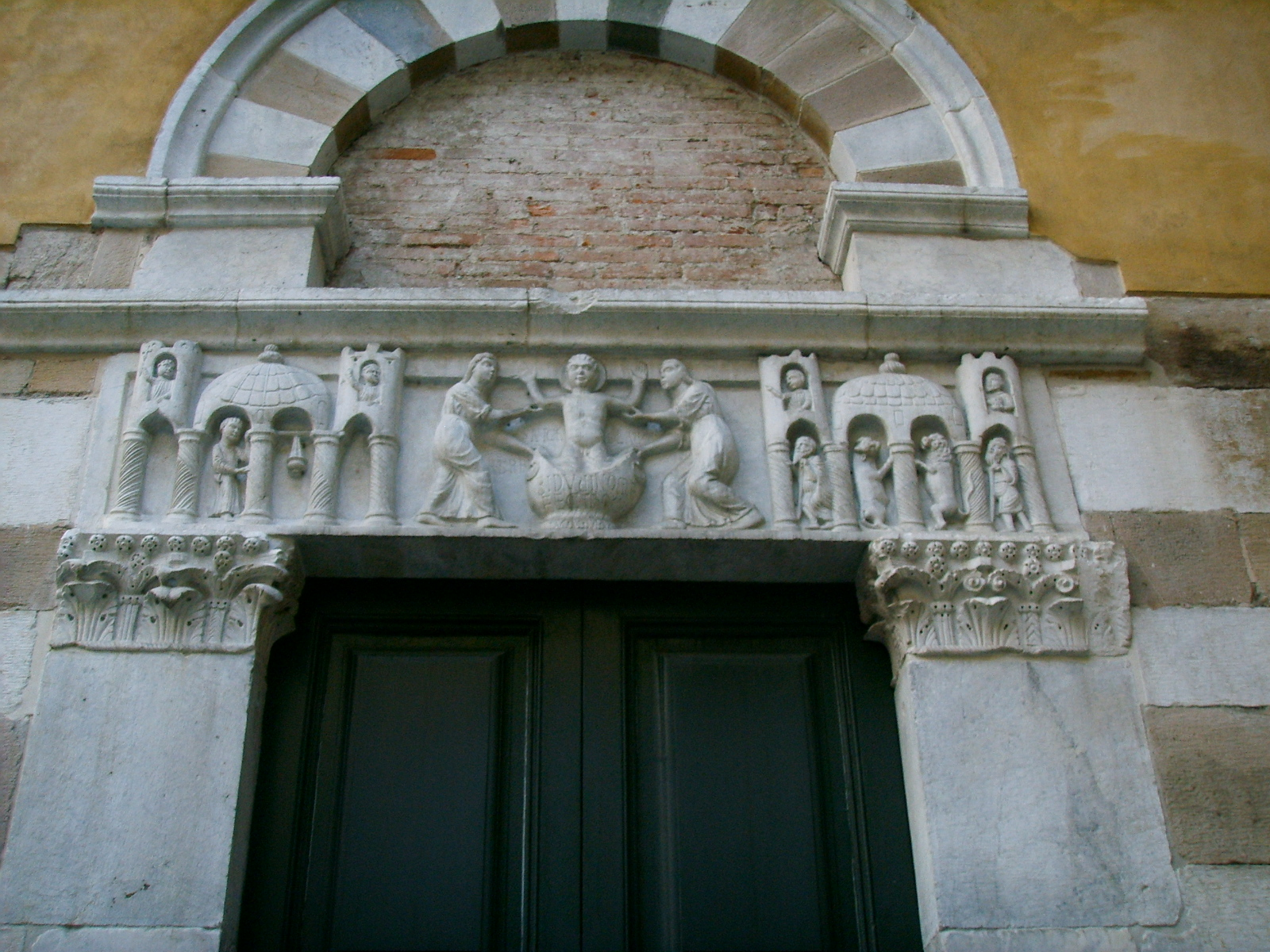
Architrave di Biduino, San Salvatore

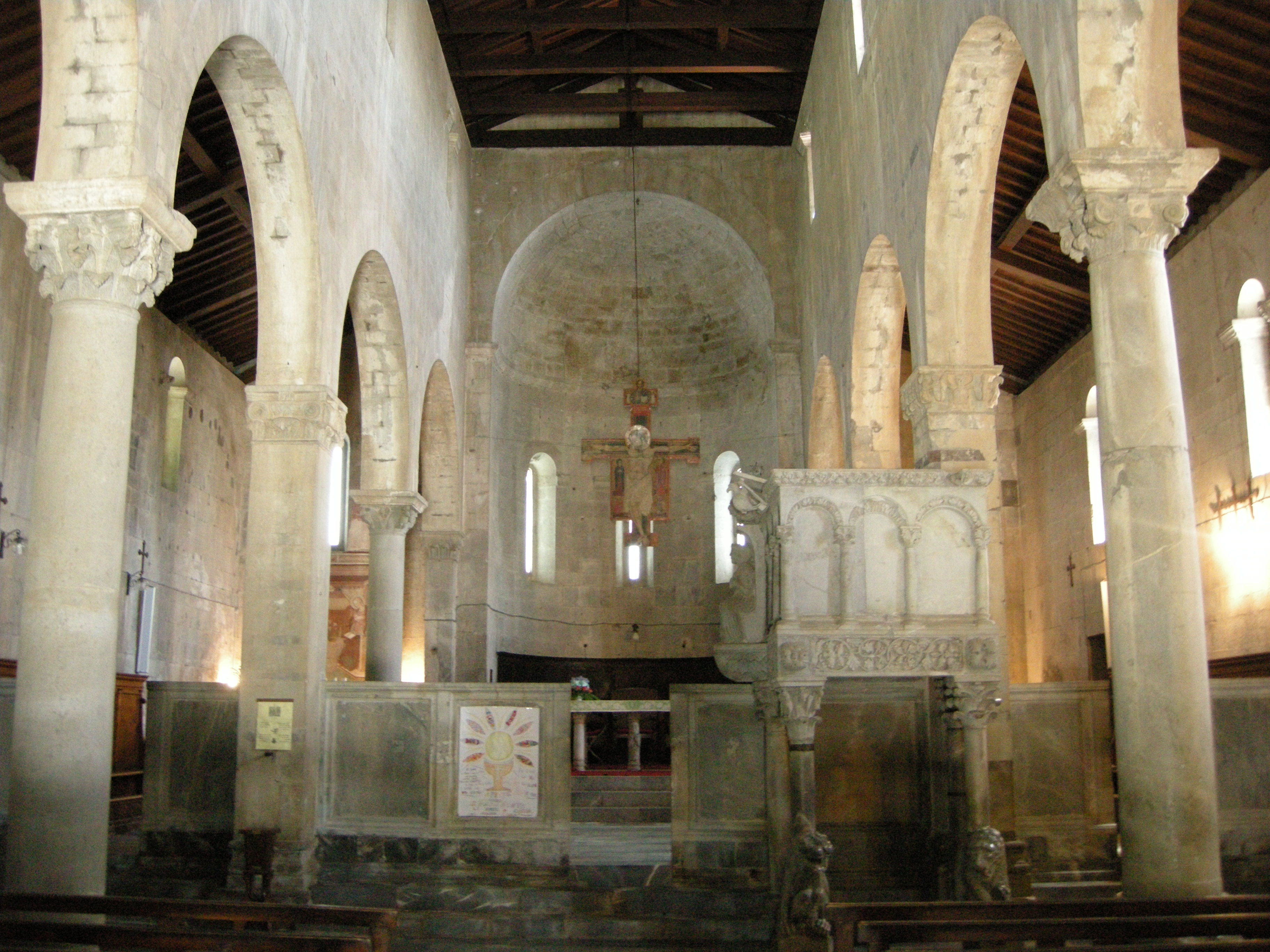
La pieve di Brancoli

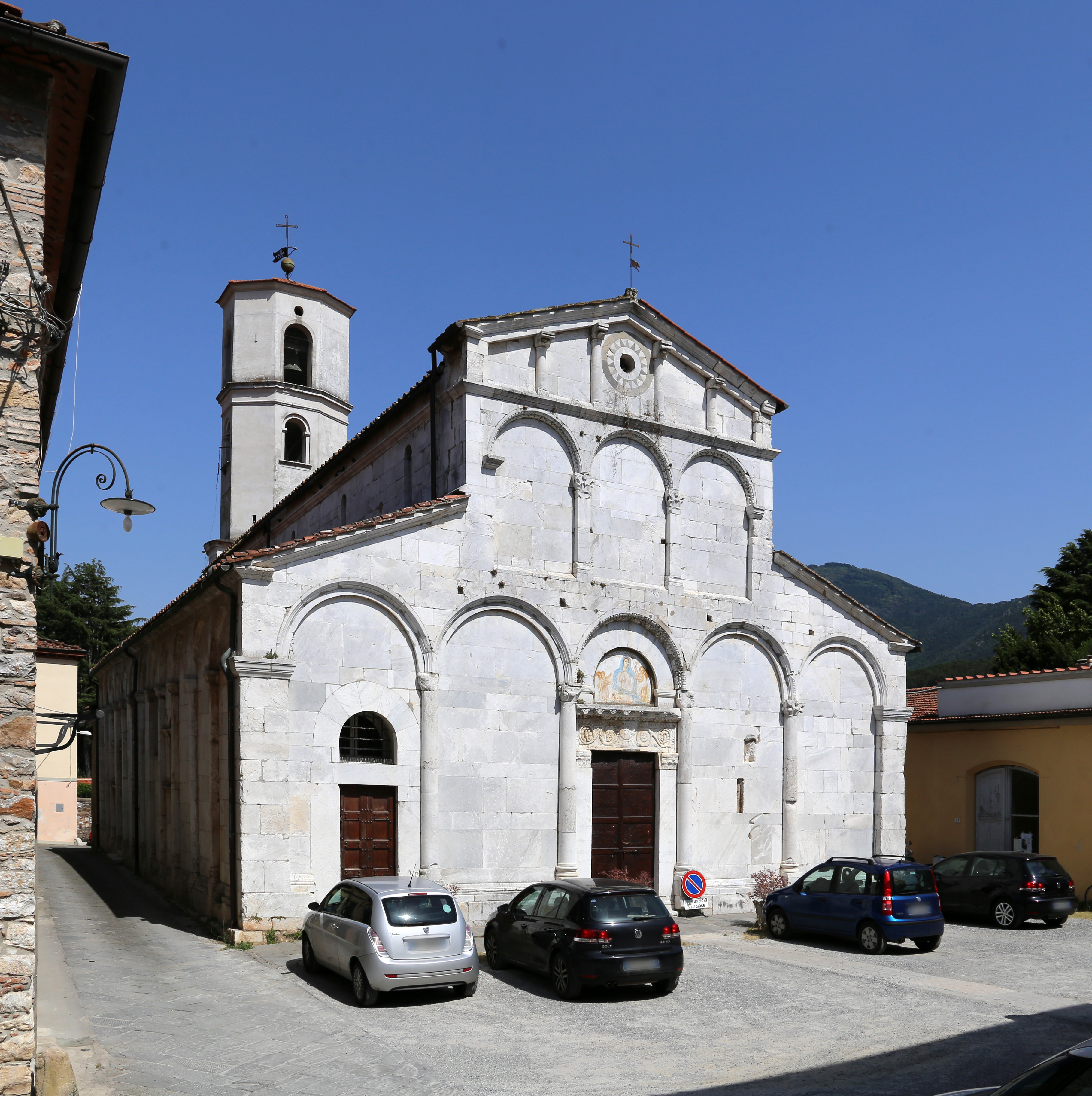
La Pieve nuova

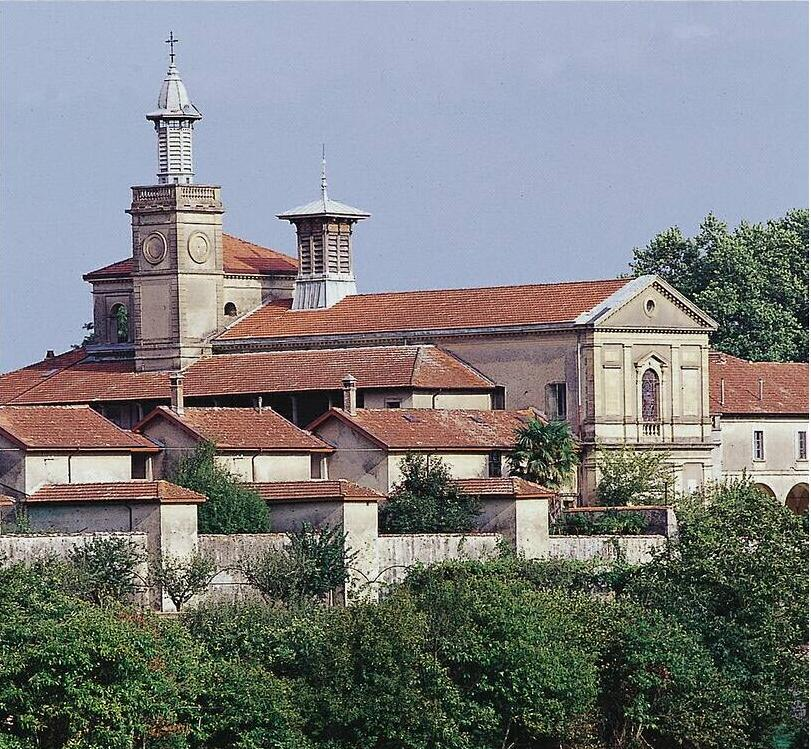
La certosa di Farneta

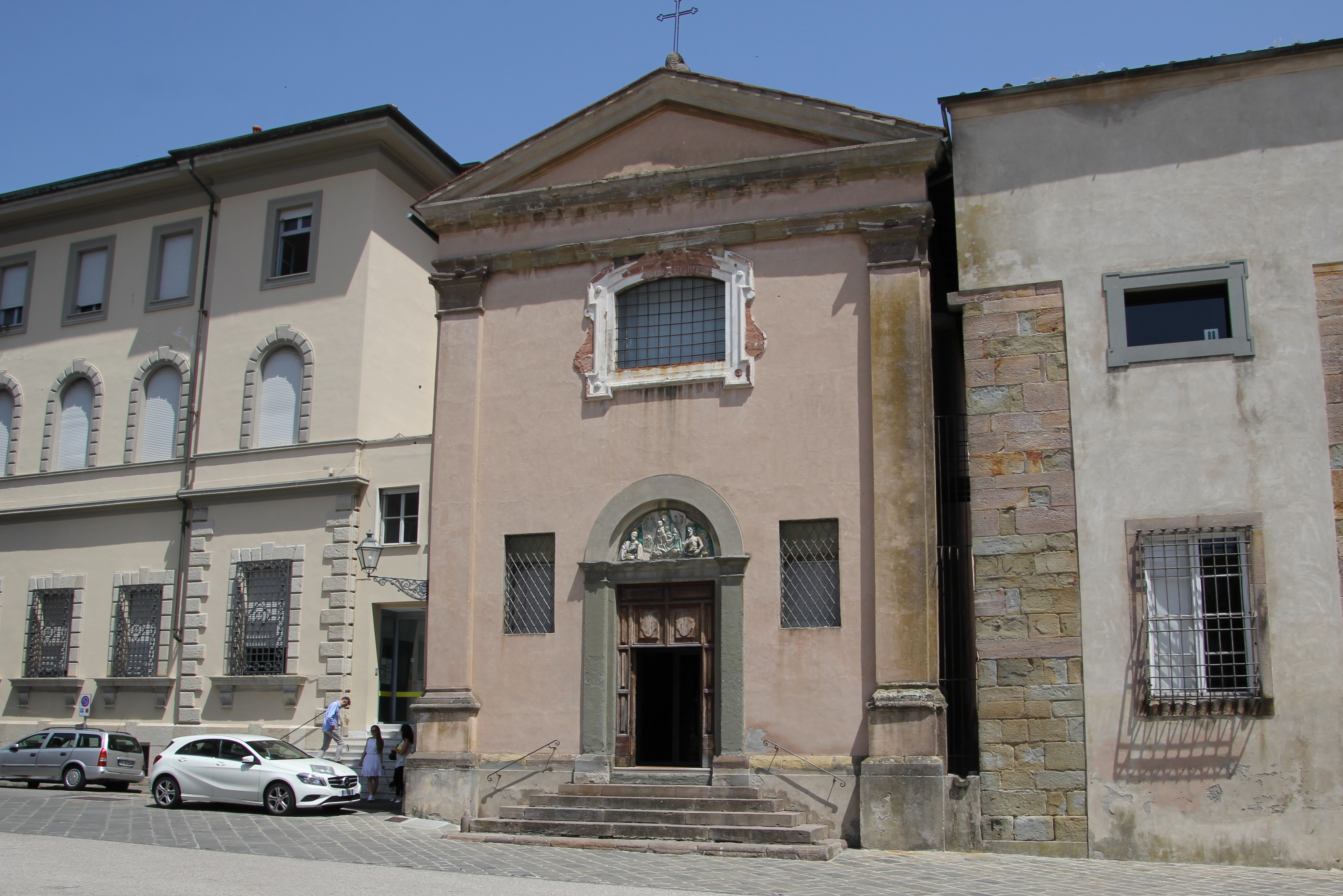
La chiesa di San Giuseppe

Lista di edifici religiosi cattolici presenti nel territorio comunale di Lucca.

## Inquadramento storico-artistico
Lucca è detta anche "città dalle cento chiese", per l'alto numero di edifici religiosi all'interno della cerchia muraria, a cui si aggiungevano innumerevoli cappelle gentilizie nei palazzi privati. La presenza del Volto Santo fece della città, sin dal medioevo, un importantissimo centro di attrazione religiosa, grazie anche all'attraversamento della via Francigena, facendo proliferare gli istituti di ospitalità, spesso retti da confraternite e ordini religiosi. 
Dal punto di vista architettonico, gli edifici religiosi spaziano dall'alto medioevo (come l'antichissima chiesa dei Santi Giovanni e Reparata) all'età moderna (come il grande santuario di Santa Gemma Galgani), con una particolare rilevanza delle opere del romanico, che a Lucca ebbe una precoce e peculiare declinazione, a partire dall'esempio del romanico pisano. Capolavori, in tale senso, sono il Duomo di San Martino, la chiesa di San Michele in Foro e la basilica di San Frediano, ma spicca anche un gran numero di edifici minori ben conservati, e un considerevole numero di pievi dai tipici campanili squadrati e merlati, ispirati a quello del duomo. Tra queste ultime primeggia, per pregio artistico e per stato di conservazione, la pieve di Brancoli, isolata su una collina nei dintorni della città. La città ha inoltre una certosa, una delle poche monumentali in Italia ad essere ancora abitata dai monaci certosini: le stretta regola dell'Ordine impone l'isolamento dei monaci, per cui l'edificio non è visitabile. 
L'abbellimento delle chiese a Lucca è stato per secoli il principale motore della vita artistica cittadina, a partire dagli architravi scolpiti di Biduino, per poi pensare al cospicuo numero di croci sagomate e dipinte di Berlinghiero e di altri artisti lucchesi; dalle delicate sculture rinascimentali di Matteo Civitali, fino alle singolari atmosfere di alcuni pittori caravaggeschi eccentrici della prima ora, quali Paolo Guidotti e Pietro Paolini. Ma accanto agli artisti lucchesi contribuì alla scena artistica religiosa locale un gran numero di artisti forestieri, come il pisano Nicola, il senese Jacopo della Quercia, i fiorentini Donatello, Filippino Lippi e Fra Bartolomeo, l'emiliano Amico Aspertini, il fiammingo Giambologna: ciascuno lasciò in città opere notevolissime, in alcuni casi i loro capolavori assoluti. 
Alle soppressioni del 1806, entro le mura di Lucca erano presenti 5 collegiate con 3 seminari fra tutte, di cui uno con convitto, 20 parrocchie, 9 conventi maschili e 12 femminili, «molti beneficii ecclesiastici e più confraternite». Oggi molti edifici religiosi del passato sono sconsacrati, talvolta riconvertiti in spazi culturali, ma il numero di chiese attive nelle mura resta comunque notevole, a cui vanno aggiunte le parrocchie più recenti nate per le esigenze della popolazione nei nuovi quartieri suburbani.

## Cattedrale
- Cattedrale di San Martino in piazza San Martino

## Basiliche
- Basilica di San Frediano in piazza San Frediano
- Basilica dei Santi Paolino e Donato in via San Paolino

## Chiese e oratori dentro le mura urbane
- Chiesa di Sant'Agostino in piazza Sant'Agostino
- Chiesa di Sant'Alessandro in piazza Sant'Alessandro
- Chiesa di Sant'Anastasio in via Sant'Anastasio
- Chiesa di Sant'Andrea in via Sant'Andrea
- Chiesa della Santissima Annunziata dei Servi in piazza dei Servi
- Chiesa di San Benedetto in Gottella in piazza Bernardini
- Chiesa di Santa Caterina all'angolo di via del Crocifisso con via Vittorio Emanuele II
- Chiesa di San Cristoforo in via Fillungo
- Chiesa del Crocifisso dei Bianchi in via del Crocifisso
- Chiesa di San Franceschetto in piazza San Francesco
- Chiesa di San Giovannetto in via Fillungo
- Chiesa dei Santi Giovanni e Reparata in piazza San Giovanni
- Chiesa di San Girolamo in via san Girolamo
- Chiesa di Santa Giulia in piazza del Suffragio
- Chiesa di San Giuseppe in piazza Antelminelli
- Chiesa di San Giusto in piazza San Giusto
- Chiesa di San Leonardo in Borghi tra via San Leonardo e via Michele Rosi
- Chiesa di Santa Maria Annunciata (o dell'Alba) in via San Nicolao
- Chiesa di Santa Maria Corteorlandini in via Corteorlandini
- Chiesa di Santa Maria della Rosa in via della Rosa
- Chiesa di Santa Maria del Carmine (sconsacrata, in via del Carmine)
- Chiesa di Santa Maria Forisportam in piazza Santa Maria Bianca
- Chiesa di San Matteo in piazza San Matteo
- Chiesa di San Michele in Foro in piazza San Michele
- Chiesa di San Micheletto in via san Micheletto
- Chiesa di San Pietro in Cortina (distrutta, per far posto a piazza Napoleone)
- Chiesa di San Pietro Maggiore (distrutta, per far posto alle mura urbane)
- Chiesa di San Pietro Somaldi in piazza san Pietro Somaldi
- Chiesa di San Ponziano (sconsacrata, in piazza San Ponziano)
- Chiesa di San Quirico all'Ulivo (sconsacrata, in via dell'Olivo)
- Chiesa di San Salvatore in piazza San Salvatore
- Chiesa dei Santi Simone e Giuda in via Guinigi
- Chiesa del Suffragio in piazza del Suffragio
- Chiesa di San Tommaso in via san Tommaso
- Chiesa della Santissima Trinità in via Elisa

### Oratori
- Oratorio degli Angeli Custodi in via dell'Angelo Custode
- Oratorio della Madonnina in via Francesco Carrara
- Oratorio di San Pierino in via San Pierino
- Oratorio di San Michele o del Ghironcello: l'oratorio, costruito nel 1529 a spese dei domenicani di San Romano, era la sede della confraternita omonima soppressa nel 1801. All'altare era una pala con la Madonna del Rosario datata 1563 oggi al Museo Nazionale di Villa Guinigi, di solito attribuita a Francesco Brina ma probabilmente opera di Baccio Tosini, figlio di Michele.[5]

## Chiese fuori le mura
- Chiesa di Sant'Anna in viale Giacomo Puccini, ricostruita nel XX secolo, nella quale sono una Assunta di Benedetto Brandimarte, uno Sposalizio mistico di Santa Caterina d'Alessandria di Giovanni Domenico Ferrucci, firmato e datato 1676 e una pala di Giovanni Domenico Lombardi con la Sacra Famiglia con sant'Anna e Gioacchino, del 1724-25[6].
- Chiesa di San Donato in piazzale San Donato
- Chiesa della Santissima Annunziata in via della Santissima Annunziata
- Chiesa di San Concordio, in viale San Concordio
- Chiesa di San Filippo in via della Chiesa XXI a San Filippo
- Chiesa di San Marco tra via delle Ville I e via San Marco

### Frazioni
- Chiesa del Sacro Cuore di Gesù di Vinchiana
- Chiesa di Sant'Andrea di Maggiano
- Chiesa di Sant'Andrea di Gattaiola
- Chiesa di Sant'Andrea di Saltocchio
- Chiesa di Sant'Andrea di Tempagnano
- Chiesa di San Bartolomeo di Ciciana
- Chiesa di San Cassiano a Vico
- Chiesa di San Gemignano di Moriano
- Chiesa di San Giorgio di Sorbano del Giudice
- Chiesa di San Giusto di Brancoli
- Chiesa di Sant'Ilario di Brancoli
- Chiesa di San Lorenzo di Sorbano del Vescovo
- Chiesa di San Lorenzo a Farneta
- Chiesa di San Lorenzo a Vaccoli
- Chiesa di San Lorenzo alla Cappella
- Chiesa di San Lorenzo in Corte
- Chiesa di Santa Maria a Carignano
- Chiesa di Santa Maria a Sesto di Moriano
- Chiesa di Santa Maria in Piazza
- Chiesa di San Michele di Antraccoli
- Chiesa di San Michele in Escheto
- Chiesa di San Pietro a Vico
- Chiesa di San Quirico in Monte San Quirico
- Chiesa di San Vito in via vecchia Pesciatina a San Vito

## Cappelle
- Cappella Orsetti in via delle Tagliate di Sant'Anna (all'interno del cimitero urbano)

## Certose
- Certosa di Farneta

## Conventi
- Convento dei Cappuccini in località Monte San Quirico
- Convento e chiesa di San Romano in piazza San Romano
- Convento e chiesa di San Francesco in piazza San Francesco
- Ex convento e chiesa di San Nicolao Novello (sconsacrato, in via degli Asili)
- Convento di San Cerbone in località Massa Pisana

## Monasteri
- Monastero dell'Angelo in località Tramonte
- Monastero dei Santi Benedetto e Scolastica in via della Zecca[7][8]
- Monastero della Visitazione in via Elisa
- Monastero-santuario di Santa Gemma Galgani in via di Tiglio

## Pievi
- Pieve di San Giorgio a Bràncoli
- Pieve di San Giovanni ad Arliano
- Pieve di San Giovanni Battista o Pieve vecchia di Santa Maria del Giudice
- Pieve di San Nicola di Torre
- Pieve di San Pancrazio
- Pieve di Santa Maria Assunta o Pieve nuova di Santa Maria del Giudice

## Chiese non cattoliche

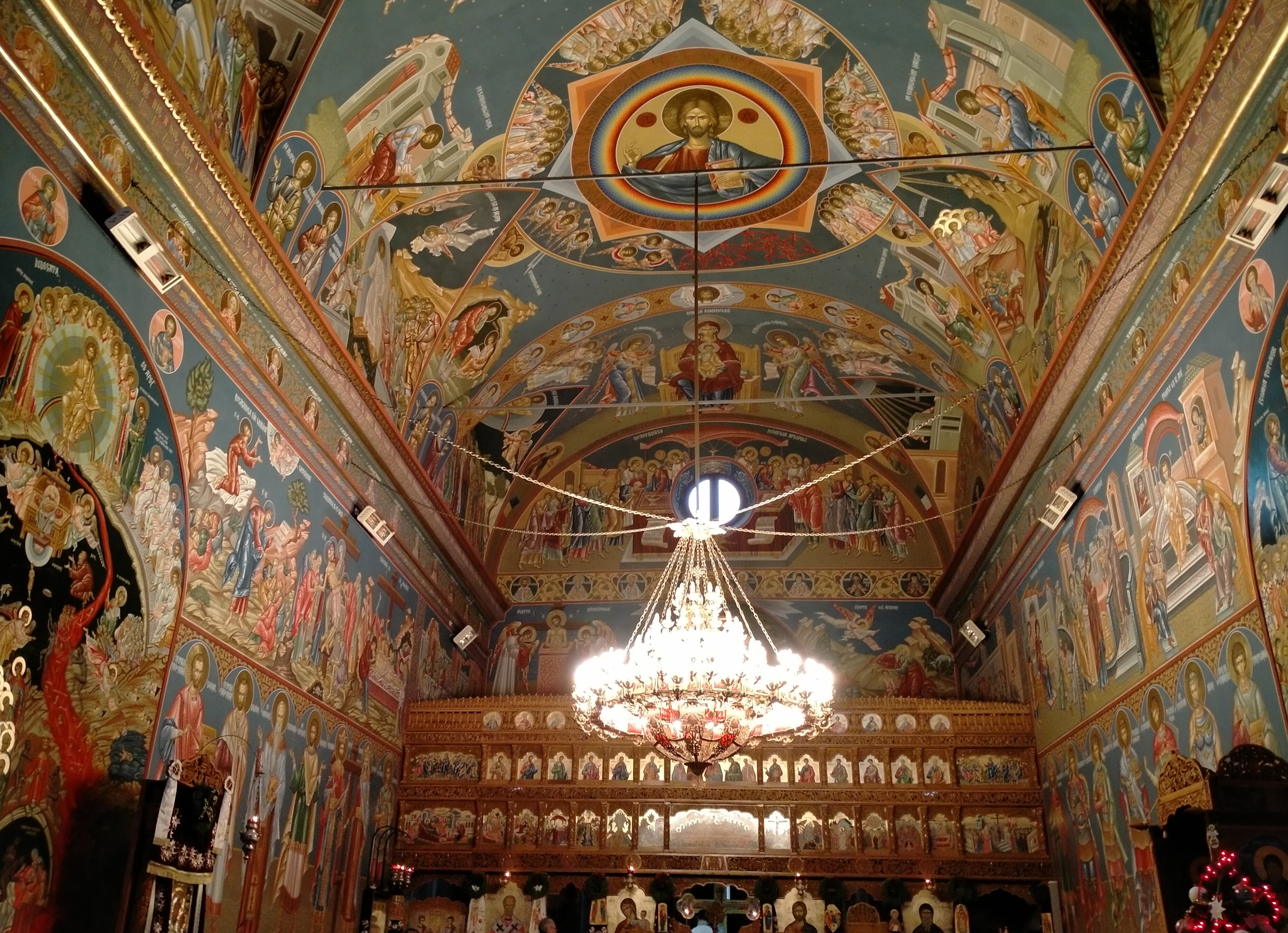
Interno della chiesa ortodossa rumena di Lucca

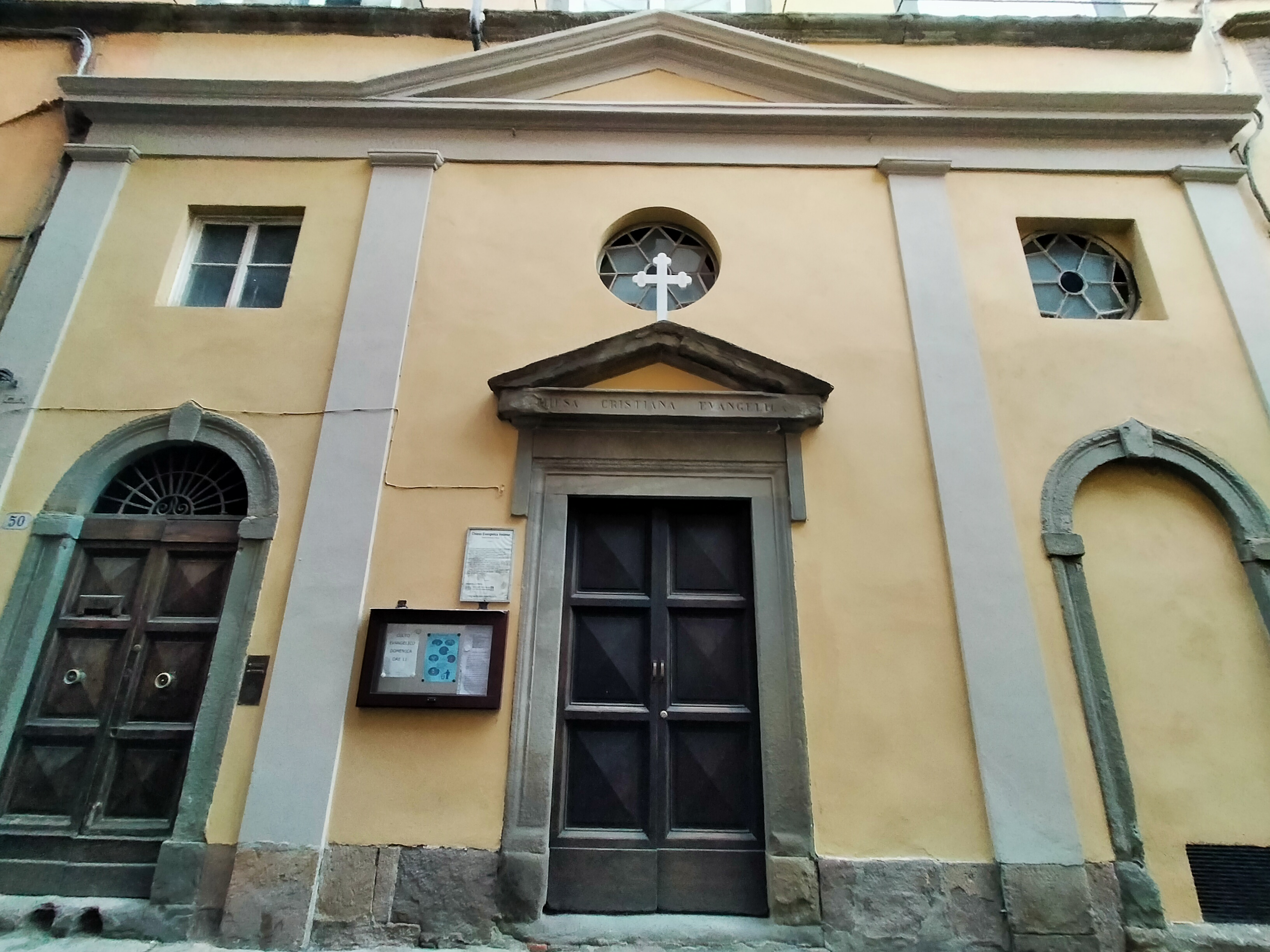
Chiesa valdese di Lucca

- Evangelica valdese di via Galli Tassi
- Ortodossa romena (si veda chiesa di Sant'Anastasio)

## Altri edifici legati alla fede
- Ospedale di Sant'Ansano di Ponte a Moriano
- Palazzo Arcivescovile in piazzale Arrigoni, dietro il duomo
- Cimitero di Sant'Anna